# 길버트쥐캥거루
길버트쥐캥거루(Potorous gilbertii)는 쥐캥거루과에 속하는 포유류의 일종으로 오스트레일리아에서 가장 멸종 위험이 높은 유대류이자 전세계에서 가장 멸종 위협을 받는 포유류의 하나이다. 작은 야행성 유대류로 작은 무리나 떼를 지어 생활한다. 굽은 발톱의 긴 뒷다리와 앞다리를 갖고 있으며, 이를 이용해 먹이를 구한다. 몸에 털이 많아서 보온이 잘 되며, 갈색과 회색 사이의 색을 띠고 배 쪽으로 갈수록 희미해진다. 가늘고 긴 주둥이로 아래쪽으로 휘어져 있어 주위 냄새를 맡는 데 사용되며 다른 쥐캥거루 종의 공통된 특징이다. 얼굴 앞쪽으로 눈이 볼록하게 돌출해 있으며, 마치 각도가 있는 것처럼 보인다. 귀는 두꺼운 털에 가려서 숨겨져 거의 보이지 않는다. 암컷과 수컷의 몸은 서로 아주 비슷하고 크기도 거의 같다. 다 자란 암컷은 708~1205g(몸의 새끼를 포함하여)의 몸무게 범위를 가지며, 수컷은 845~1200g 정도이다. 2011년 기준으로, 추정되는 개체수가 70마리 정도로 아주 희귀종이다. 1994년 다시 발견되기 전까지는 멸종된 것으로 간주했다. 유일한 개체군은 웨스턴오스트레일리아주의 투 피플즈 베이 자연보호지역에서 발견되며, 이곳에서 쿼카와 함께 서식한다.

## 발견
길버트쥐캥거루는 1840년에 처름 발견되었고, 이름은 1841년 영국의 박물학자 존 길버트(John Gilbert)의 이름을 따서 지었다. 길버트는 오스트레일리아의 킹조지해협에서 몇 점의 표본을 수집했고, 길버트쥐캥거루는 이 표본 중 하나였다. 길버트쥐캥거루는 이후 오랫동안 1970년대 철저한 탐사 이후에 발견되지 않았다. 1994년 투 피플즈 베이 자연보호지역에서 다시 발견되기 전까지 20여년 동안 멸종된 것으로 간주했다. 왈라비를 연구하던 리즈 싱클레어(Liz Sinclair)가 덫에 걸린 길버트쥐캥거루를 붙잡았다. 그리고 과거 표본의 두개골과의 비교를 통해 이 종이 사실은 길버트쥐캥거루임을 입증했다.

## 서식지

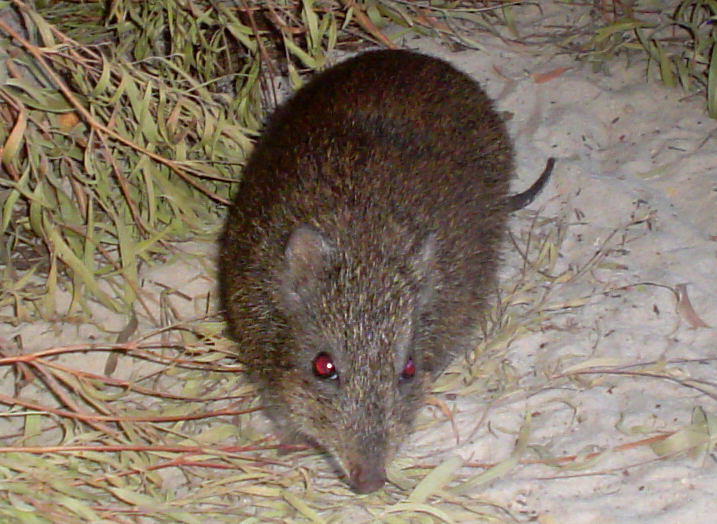
2009년 2월, 투 피플즈 베이에서 사육중이 무리 속의 길버트쥐캥거루

길버트쥐캥거루는 한때 킹조지해협 주변과 마가렛 강 근처 지역을 포함한 남서 오스트레일리아에 널리 분포했지만, 현재는 투 피플즈 베이의 가드너 산 곶에서만 발견된다.